# あかしあ
あかしあは、新日本海フェリーが運航するフェリー。舞鶴港と小樽港を結ぶ航路に就航している。

## 概要
三菱重工業長崎造船所で建造され、2004年7月1日に就航した。
船名は札幌市の街路樹として親しまれているニセアカシアに由来する。新日本海フェリーの船舶としては、フェリーあかしあ、ニューあかしあに続いて3代目である。

### 航路

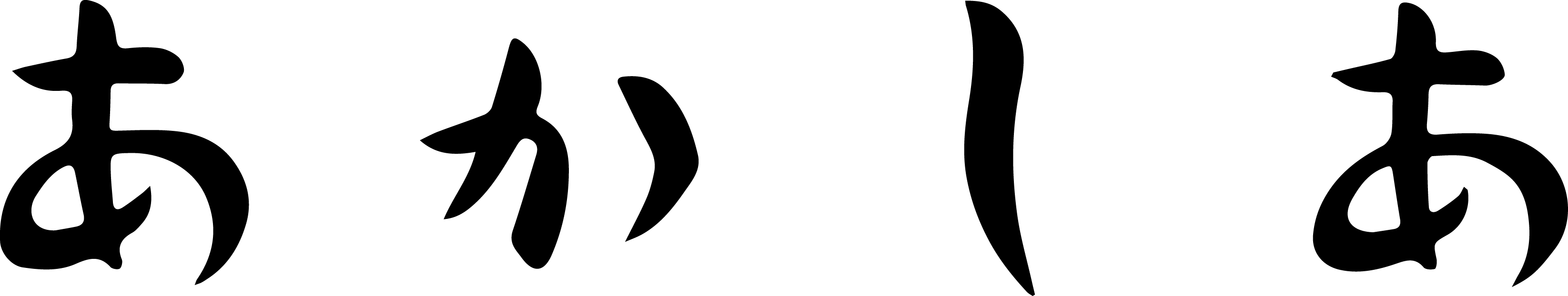
あかしあ ロゴ文字

- 舞鶴東港（舞鶴フェリーターミナル） - 小樽港（小樽フェリーターミナル）

本船とはまなすで毎日1往復を運航する。月曜日は臨時運休となる場合があるほか、特定日は下記の航路で運航される場合がある。また、ドック期間中は隔日運航となる。
- 敦賀港（敦賀フェリーターミナル） - 苫小牧東港（苫小牧東港周文フェリーターミナル）
- 舞鶴東港 - 苫小牧東港
- 敦賀港 - 小樽港

敦賀 - 苫小牧航路の直行便に配船される場合があり、その際は前後の航海で発着地を変更して変則的な運航となる。

## 設計
1番船のはまなすと同型で、通常船型としては日本最速、日本最長の大型高速フェリーである。

## 船内
内装は「地・地球」をテーマに地球上に広がる四季や気象など自然現象をモチーフとした。

### 船室
すずらん・すいせんの就航に先立って、2012年4月1日に等級呼称が変更された。
また、ツーリストAの改装が行われ、旧・2等室は22室のうち右舷中央寄り2室を除いて寝台化され、旧・2等寝台も含めてセパレート型2段ベッドが導入された。この改造により旅客定員が820名から746名に減少した。
| クラス                                                           | 部屋数                                                  | 定員  | 設備 |
| ---------------------------------------------------------------- | ------------------------------------------------------- | ----- | --- |
| スイートルーム 「うすもの」「くちきり」 「あしかり」「ひこばゆ」 | 2名×4室                                                 | 8名   | リビング付きツインベッド バス（窓付き）、トイレ、洗面台、大型液晶テレビ、 DVDデッキ、冷蔵庫、ロッカー、専用テラス 食事（朝食・昼食・夕食各1回） DVDソフト無料レンタル・天然水500ml2本付 |
| デラックスルームA （特等A）                                      | 洋室 2名×34室 和室 3名×6室                              | 86名  | 洋室はツインベッド ユニットバス（バス・トイレ・洗面台）、液晶テレビ、 冷蔵庫、ロッカー、専用テラス                                                                                      |
| ステートルームB （一等）                                         | 洋室 2名×66室 洋室 4名×14室 和室 3名×20室               | 248名 | 洋室の2名室はツインベッド、4名室は2段ベッド 洗面台、液晶テレビ、 ロッカー、窓（インサイド側は海は見えない）                                                                             |
| ツーリストS （S寝台）                                            | 14名×1室                                                | 14名  | 半個室型シングルベッド 荷物棚、液晶テレビ、半個室式1段ベット |
| ツーリストA （二等）                                             | 寝台 32名×4室 寝台 9名×2室 寝台 10名×18室 和室 12名×2室 | 352名 | セパレート型2段ベッド 荷物棚 和室は通常は販売されない。 |
| ドライバールーム                                                 | 8名×5室                                                 | 40名  | |

### 設備
パブリックスペース
- 案内所
- エントランス
- プロムナード
- フォワードサロン「Aurora」
- オープンデッキ
- コンファレンスルーム
- チルドレンルーム
- マッサージルーム

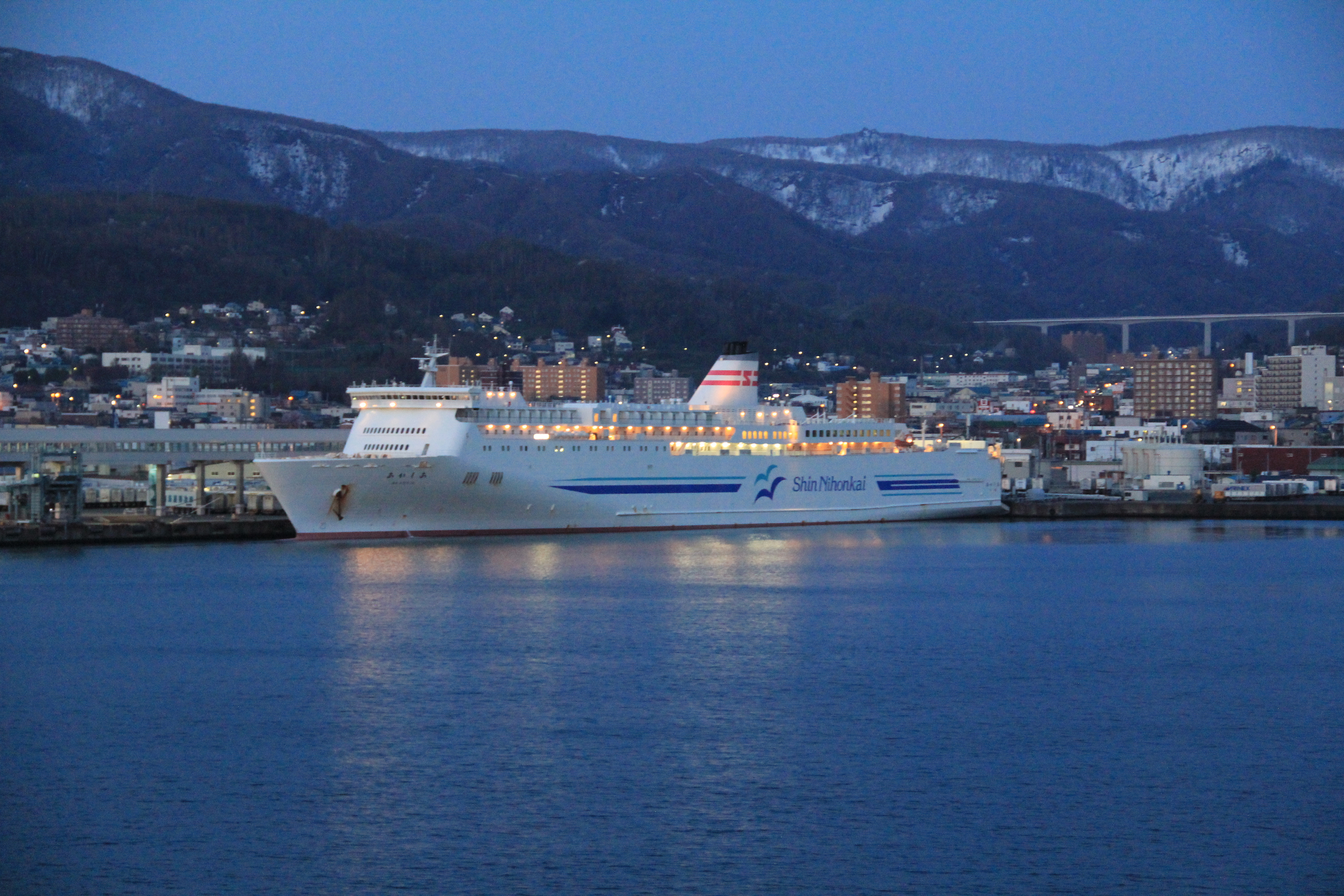
小樽港に停泊中のあかしあ、あざれあ船上で写す

- スモーキングルーム「Sunset Street」・スモーキングスペース

供食・物販設備
- レストラン「Vent Vert」
- グリル「霞」
- カフェ「Arc en ciel」
- 売店
- 自動販売機

入浴・利便設備
- 展望大浴場
- ドライバー浴室
- ドライバーサロン
- バリアフリー浴室
- コインランドリー
- コインロッカー
- 公衆電話 - ワイドスター衛星電話

娯楽設備
- ビデオルーム
- ゲームコーナー

## 事故・インシデント

### 主配電盤の焼損
2013年5月2日2時7分頃、敦賀港北方沖を航行中、主配電盤（6,600V）の水中電動推進装置用遮断器から発煙、主電源回路および主発電機の遮断機が作動して船内電源を喪失、主機を停止した。その後、主発電機の遮断器の自動復帰により船内電源は復旧、主機の運転も再開したが、水中電動推進装置が運転不能となったため、航海を中止し敦賀港で旅客および車両を下船させた。発煙の原因は、主配電盤の当該遮断器の母線側端子接続部の接触不良で周囲が焼損したためであった。